# Pulled Pork

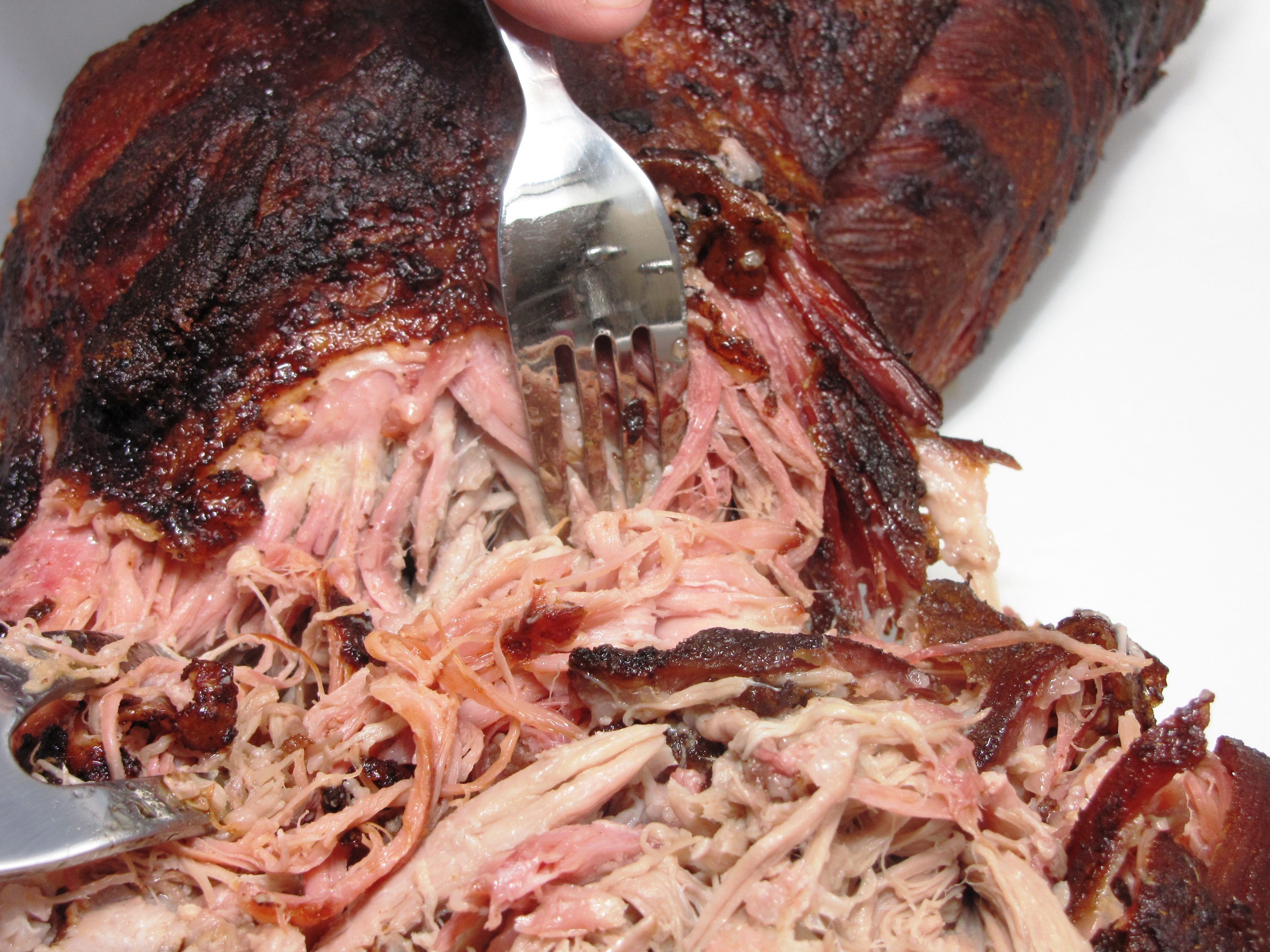
Pulled Pork aus dem Schweinenacken beim Zerrupfen

Pulled Pork (engl. gezupftes Schweinefleisch) ist ein Gericht des klassischen Barbecues nach nordamerikanischem Vorbild. Als Fleisch finden für gewöhnlich Schweineschulter (mit Knochen) oder Schweinenacken (Schopf) Verwendung. Zusammen mit Spareribs und Beef Brisket bildet das Pulled Pork die Holy Trinity („Heilige Dreifaltigkeit“) des Barbecues.

## Zubereitung
Pulled Pork ist ein typischer Vertreter des sogenannten Low-&-Slow-Garens, also ein bei niedriger Temperatur langsam gegartes Fleisch. Klassischerweise wird es in einem Barbecue-Smoker zubereitet. Der leichte Rauch sorgt für den typischen Barbecuegeschmack.
Das Fleisch kann vor dem Garen leicht eingeölt werden, was zur besseren Haftung der Gewürzmischung und zum Freisetzen der Aromen in der Gewürzmischung führt. Es wird mit einer Gewürzmischung (Rub) eingerieben und in der Regel 24 Stunden im Kühlschrank zum Marinieren aufbewahrt. Nach dem Einheizen des Smokers und Einregeln auf eine Temperatur zwischen 100 °C und 130 °C wird das Fleischstück aufgelegt. Während der Garzeit von 10 bis 15 Stunden werden nach manchen Rezepten Würzsoßen aufgetragen.
Am Ende der Garzeit kann das Fleisch mit einer Barbecuesauce glasiert werden.
Das lange Garen bei niedriger Temperatur bedingt eine Auflösung bzw. eine Hydrolyse des im Bindegewebe vorhandenen Kollagens und macht das Fleisch so zart, dass es anschließend in kleine Stücke zerfällt oder zerzupft (englisch to pull: ziehen, zupfen) werden kann. Serviert wird Pulled Pork z. B. in einem Hamburgerbrötchen zusammen mit Barbecuesauce und Coleslaw oder mit Reis und anderen Beilagen.

## Variante aus Rindfleisch

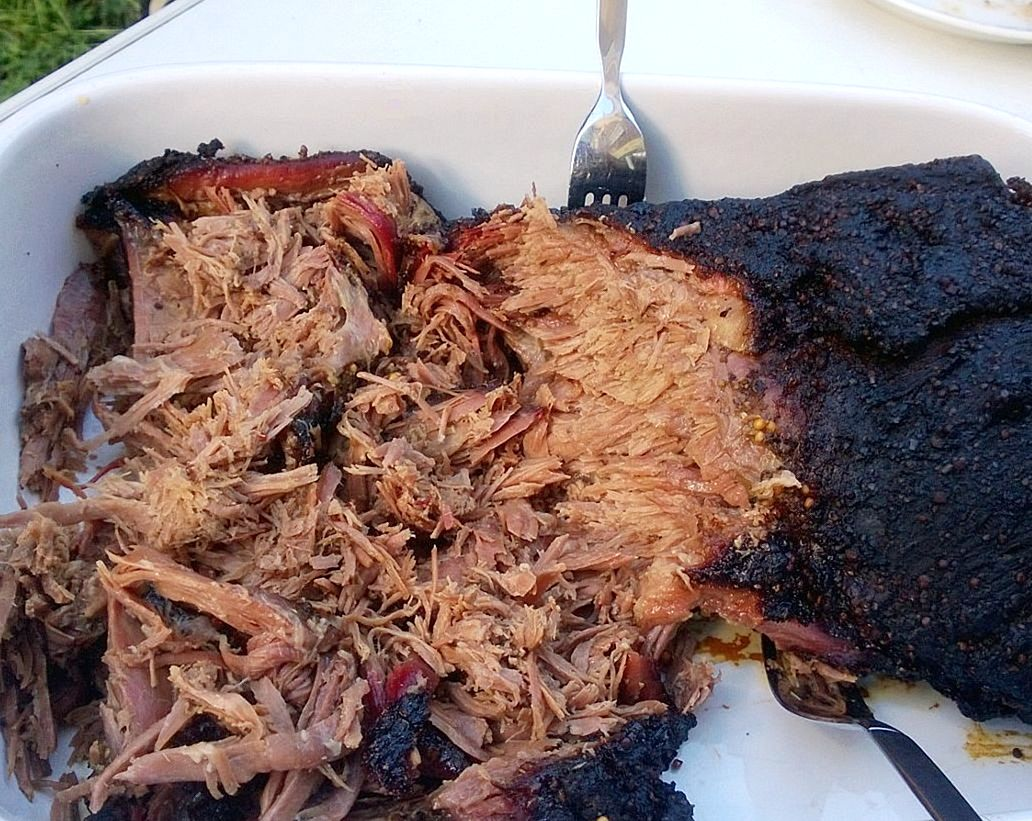
Pulled Beef

Eine dem Pulled Pork ganz ähnliche Zubereitungsart existiert auch für Rindernacken und nennt sich Pulled Beef. Die Zubereitung unterscheidet sich nur durch die verwendete Gewürzmischung und die längere Gardauer (bis zu 30 Stunden).